# Josep Maria Montaner i Martorell
Josep Maria Montaner i Martorell (Barcelona, 1954) és doctor en arquitectura, catedràtic de l'Escola Tècnica Superior d'Arquitectura de Barcelona i autor de diversos llibres sobre arquitectura. Entre d'altres guardons l'any 2005 va obtenir el Premi Nacional d'Urbanisme d'Espanya del Ministeri d'Habitatge a la iniciativa periodística pels seus articles als diaris El País i La Vanguardia. Juntament amb Zaida Muxí va ser codirector del màster Laboratori de l'Habitatge del Segle XXI de la Universitat Politècnica de Catalunya. A més, ha assessorat diverses ciutats llatinoamericanes en qüestions d'urbanisme i habitatge.
En els seus articles a la premsa s'havia mostrat crític amb l'antic govern municipal de CiU a Barcelona, especialment amb l'exalcalde Xavier Trias, a qui atribuïa múltiples privatitzacions d'espais públics i un model neoliberal de ciutat. En canvi, es mostrava afí a moviments alternatius d'esquerra, fet que el va portar a ser un dels principals actius del grup polític Barcelona en Comú des de maig de 2014. A les eleccions municipals de 2015 es presentà amb Barcelona en Comú i fou escollit regidor. Durant aquell mandat va ocupar els càrrecs de regidor d'Habitatge i del Districte de Sant Martí.

## Publicacions
- La modernització de l'utillatge mental de l'arquitectura a Catalunya (Institut d'Estudis Catalans, 1990)
- Fills de Blade Runner (Columna, 1991)
- Talaia d'Amèrica (Columna, 1993)
- Después del Movimiento Moderno (Gustavo Gili, 1993)
- Museos para el nuevo siglo = Museums for the new century (Gustavo Gili, 1995)
- Less is more: minimalismo en arquitectura y otras artes (Actar, 1996)
- Mendes da Rocha (Gustavo Gili, 1996)
- La modernidad superada: ensayos sobre arquitectura contemporánea (Gustavo Gili, 1997)
- Casa Ugalde, Coderch (COAC, 1998)
- Arquitectura y crítica (Gustavo Gili, 1999)
- 9 obras y 2 modelos de Le Corbusier (COAS, 2000)
- Las formas del siglo XX (Gustavo Gili, 2002)
- Hotel Attraction: una catedral laica: el gratacel de Gaudí a New York (Edicions UPC, 2003)
- Repensar Barcelona (Edicions UPC, 2003)
- Museos para el siglo XXI (Gustavo Gili, 2003)
- Teorías de la arquitectura : memorial Ignasi de Solà-Morales (Edicions UPC, 2003)
- Carlos Ferrater: obra reciente = Carlos Ferrater: recent work (Gustavo Gili, 2005)
- Arquitectura contemporània a Catalunya (Edicions 62, 2005)
- Sistemas arquitectónicos contemporáneos (Gustavo Gili, 2008)
- Casas de la existencia: geografía de tránsitos (Fundación Politécnica de Cataluña, 2009)
- Herramientas para habitar el presente (2011)
- Arquitectura y política (Gustavo Gili, 2011)
- Arquitectura y crítica en Latinoamérica (Nobuko, 2011)
- Del diagrama a las experiencias, hacia una arquitectura de la acción (Gustavo Gili, 2014)
- La condición contemporánea de la arquitectura (Gustavo Gili, 2015)
- La arquitectura de la vivienda colectiva (Reverté, 2015)
- Barcelona, espais singulars (Comanegra/Ajuntament de Barcelona, 2016)
- La humanidad planetaria, conversación con Marc Augé (Gedisa, 2019)

## Premis
- Premi Lluís Domènech i Montaner (1984) de l'Institut d'Estudis Catalans per la seva tesi doctoral.
- Premi Construmat (1989).
- Premi Espais de crítica d'art (1992).
- Premi Bonaplata de Difusió per la defensa del patrimoni industrial (1993).
- Premio Nacional de Urbanismo a la iniciativa periodística (2005).[6]